# Josef Končinský
Josef Končinský (22. listopadu 1832 Lužany u Jičína – 12. dubna 1910 Královské Vinohrady) byl český středoškolský profesor a klasický filolog. Vyučoval na gymnáziích v Jindřichově Hradci, Banské Bystrici a Hradci Králové, později byl ředitelem gymnázií v Třeboni a Německém Brodě. Přeložil dvě Sofoklovy tragédie. K jeho žákům patřili např. František Adolf Šubert a Alois Jirásek.

## Život
Narodil se 22. listopadu 1832 v Lužanech u Jičína jako syn rolníka. Studoval na gymnáziu v Jičíně a na pražské univerzitě. Potom vyučoval jako suplent na gymnáziu v Jindřichově Hradci (1856–57), odkud se přesunul do Banské Bystrice. Společně s ním tam působilo několik českých profesorů, jako např. Norbert Hajnovský, Ondřej Franta, Hynek Jaroslav Mejsnar a Václav Zenger; spojeným úsilím založili dobrou pověst této školy, na kterou později navázali slovenští profesoři znalí maďarštiny. Roku 1860 získal místo na gymnáziu v Hradci Králové.
V roce 1883 byl jmenován ředitelem gymnázia v Třeboni; školu pod jeho vedením (příklad: 1884/85) navštěvovalo 90 studentů a vyučovalo v ní kromě ředitele 7 pedagogů. Roku 1887 byl přeložen do Německého Brodu; toto gymnázium mělo v posledním roce jeho působení (1893) 285 studentů a 18 učitelů. Vedle toho zasedal v maturitních komisích v jiných městech (např. České Budějovice 1887 a Kolín 1888) a byl členem výboru Ústředního spolku českých středních škol. Roku 1893 odešel do výslužby s titulem školního rady a přestěhoval se na Královské Vinohrady.
V pozdějších letech na něj vzpomínali bývalí studenti, jako např. Václav Řezníček („věhlasný filolog a vzácný učitel“), Stanislav Nikolau („za muziku a zpěv, před svým svátkem v gymnasiu v podvečer provedený, odměnil se kolečkem cukroví a sklenkou vína“ a „uvítal, když jsme si jako studenti zařídili tělocvičnu za humny Kahlerova statku a občas navštívil naše cvičení se svým Oidipem na Kolóně, kterého tehdy opravdu na koleně překládal“), Jan Jakubec („Jan si ho vážil nejen jako výborného učitele, ale jako rozšafného muže vůbec“) a nejrozsáhleji zřejmě Alois Jirásek.
V březnu 1909 se v Praze účastnil oslav šedesátých narozenin svého žáka Františka Adolfa Šuberta a v září téhož roku srazu hradeckých maturantů po třiceti letech.
Zemřel 12. dubna 1910 na Královských Vinohradech čp. 700 (rohový dům Bělehradská 700/81 a Rumunská 700/20, Praha 2) na rakovinu žaludku. Pohřben byl za velké účasti především středoškolských a vysokoškolských učitelů.

## Dílo
Přeložil dvě Sofoklovy tragédie, Oidipus na Koloně a Král Oidipus (uváděno i pod názvem Oidip král). Druhá z nich byla v listopadu 1889 uváděna v Národním divadle v režii Jakuba Seiferta s Vojtou Slukovem v hlavní roli. Představení se setkalo s úspěchem u diváků i kritiky, ovšem zásluhou protagonisty, nikoliv překladatele. Ve Světozoru se vyjádřili celkem diplomaticky („P. Slukov může Oidipa hráti úplně bez nápovědy, tak ovládá ohromný text role, text, který v překladě profesora Končinského, sice vzácně věrném, ale přece nedosti průhledném, deklamaci působí nemalé obtíže.“), ale recenzent Zlaté Prahy napsal otevřeně: „Ne právě na prospěch dílu jest překlad Končinského. Věříme, že jest filologicky správný, však básnicky a divadelně způsobilý není.“ 30 zlatých z honoráře věnoval Končinský penzijním fondům pro členy divadelního souboru.
Z titulu ředitele je také podepsán pod řadou výročních zpráv gymnázií v Třeboni a Německém Brodě.

## Rodina
- 7. září 1863 se v Hradci Králové oženil se 17letou Annou Cyrani (cca 1846–1866), dcerou tehdy již zemřelého krajského tajemníka Františka Cyraniho, přičemž jedním ze svědků byl ředitel gymnázia Tomáš Václav Bílek.[28] 8. října 1866 se stala obětí cholery.[29]
  - Dcera Anna (1864–??) se provdala za středoškolského profesora přírodopisu Vojtěcha Prince (1846–1931).[30] Viz též vzpomínky Aloise Jiráska.[19]
  - Dcera Marie (1865–1866) zemřela 3. října 1866 ve věku 11 měsíců na „psotník“.[31]